# Стара Уралка
Стара Ура́лка (рос. Старая Уралка, башк. Иҫке Урал) — присілок у складі Башкортостану, Росія. Входить до складу Кумертауського міського округу.
Населення — 257 осіб (2010, 284 у 2002).
Національний склад:
- чуваші — 89 %